# Alan Hollinghurst
Alan James Hollinghurst (Stroud, 1954. május 26. –) angol regényíró, költő, novellaíró és fordító.

## Fiatalkora és tanulmányai
Hollinghurst a gloucestershire-i Stroudban született, James Hollinghurst bankigazgató, aki a második világháborúban a RAF-nél szolgált, és felesége, Elizabeth gyermekeként. A Dorset's Canford Schoolba járt.
Angolt tanult az oxfordi Magdalen College-ban, 1975-ben BA, 1979-ben MLitt diplomát szerzett. Diplomamunkája három meleg író: Firbank, Forster és Hartley műveiről szólt. Otthon lakott Andrew Motion leendő költődíjasával Oxfordban, és egy évvel Motion előtt megkapta a költészeti Newdigate-díjat. Az 1970-es évek végén a Magdalennél, majd a Somerville-ben és a Corpus Christiben tartott előadásokat. 1981-ben előadásokat tartott a UCL-ben, majd 1982-ben csatlakozott a The Times Literary Supplementhez, helyettes szerkesztőként dolgozott: 1985–1990.

## Munkái

### Költészet
- Isherwood is at Santa Monica (Sycamore Broadsheet 22: two poems, hand-printed on a single folded sheet), Oxford: Sycamore Press 1975[17]
- Poetry Introduction 4 (ten poems: "Over the Wall", "Nightfall", "Survey", "Christmas Day at Home", "The Drowned Field", "Alonso", "Isherwood is at Santa Monica", "Ben Dancing at Wayland's Smithy", "Convalescence in Lower Largo", "The Well"), Faber and Faber, 1978 ISBN 978-0571111435
- Confidential Chats with Boys, Oxford: Sycamore Press 1982 (based on the book Confidential Chats with Boys by William Lee Howard, MD., 1911, Sydney, Australia)[18]
- "Mud" (London Review of Books, Vol. 4, No. 19, 21 October 1982)[19]

### Novellák
- A Thieving Boy (Firebird 2: Writing Today, Penguin, 1983)[20]
- Sharps and Flats (Granta 43, 1993), was incorporated into Hollinghurst's second novel, The Folding Star[21]
- Highlights (Granta 100, 2007)[22]

### Regények
- The Swimming-Pool Library(wd), 1988 ISBN 978-0679722564
- The Folding Star(wd), 1994 ISBN 978-0099476917
- The Spell(wd), 1998 ISBN 978-0099276944
- The Line of Beauty(wd), 2004 ISBN 978-0330483216
- The Stranger's Child(wd), 2011 ISBN 978-0330483278
- The Sparsholt Affair(wd), 2017 ISBN 978-1447208228

### Fordítások
- Bajazet by Jean Racine, Chatto & Windus(wd), 1991 ISBN 978-0701138530
- Bérénice and Bajazet by Jean Racine, Faber and Faber, 2012 ISBN 978-0571299089

### Szerkesztőként
- New Writing 4 (with A. S. Byatt), 1995 ISBN 978-0099532316
- A. E. Housman(wd): poems selected by Alan Hollinghurst, Faber and Faber, 2001 ISBN 978-0571207053

### Előszó
- Three Novels by Ronald Firbank(wd),[8] 2000 ISBN 978-0141182193

### Magyarul
- A szépség vonala. Regény (The Line of Beauty) – Scolar, Budapest, 2011 · ISBN 9789632442501 · fordította: Berta Ádám
- Más apától (The Stranger's Child) – Scolar, Budapest, 2013 · ISBN 9789632444864 · fordította: Csordás Gábor

## Díjak és kitüntetések
- 1974: Newdigate Prize
- 1989: Somerset Maugham Award, for The Swimming Pool Library
- 1994: James Tait Black Memorial Prize, for The Folding Star
- 2004: Booker Prize, for The Line of Beauty[15]
- 2011: Booker Prize, longlist for The Stranger's Child[16]
- 2011: Bill Whitehead Award for Lifetime Achievement from Publishing Triangle

## Magánélete
Hollinghurst meleg, és Londonban él. Bár most párjával, Paul Mendezzel él, Hollinghurst korábban ezt mondta: "Egyáltalán nem könnyű velem együtt élni. Bárcsak integrálhatnám az írást a hétköznapi társasági életbe, de úgy tűnik, nem tudom. Tudtam, amikor elkezdtem [írni]. Azt hiszem, akkor több energiám volt. Most hosszú időre el kell szigetelnem magam."

## Fordítás
- Ez a szócikk részben vagy egészben  az   Alan Hollinghurst című angol Wikipédia-szócikk fordításán alapul.  Az eredeti cikk szerkesztőit annak laptörténete sorolja fel. Ez a jelzés csupán a megfogalmazás eredetét és a szerzői jogokat jelzi, nem szolgál a cikkben szereplő információk forrásmegjelöléseként.